# Open buis

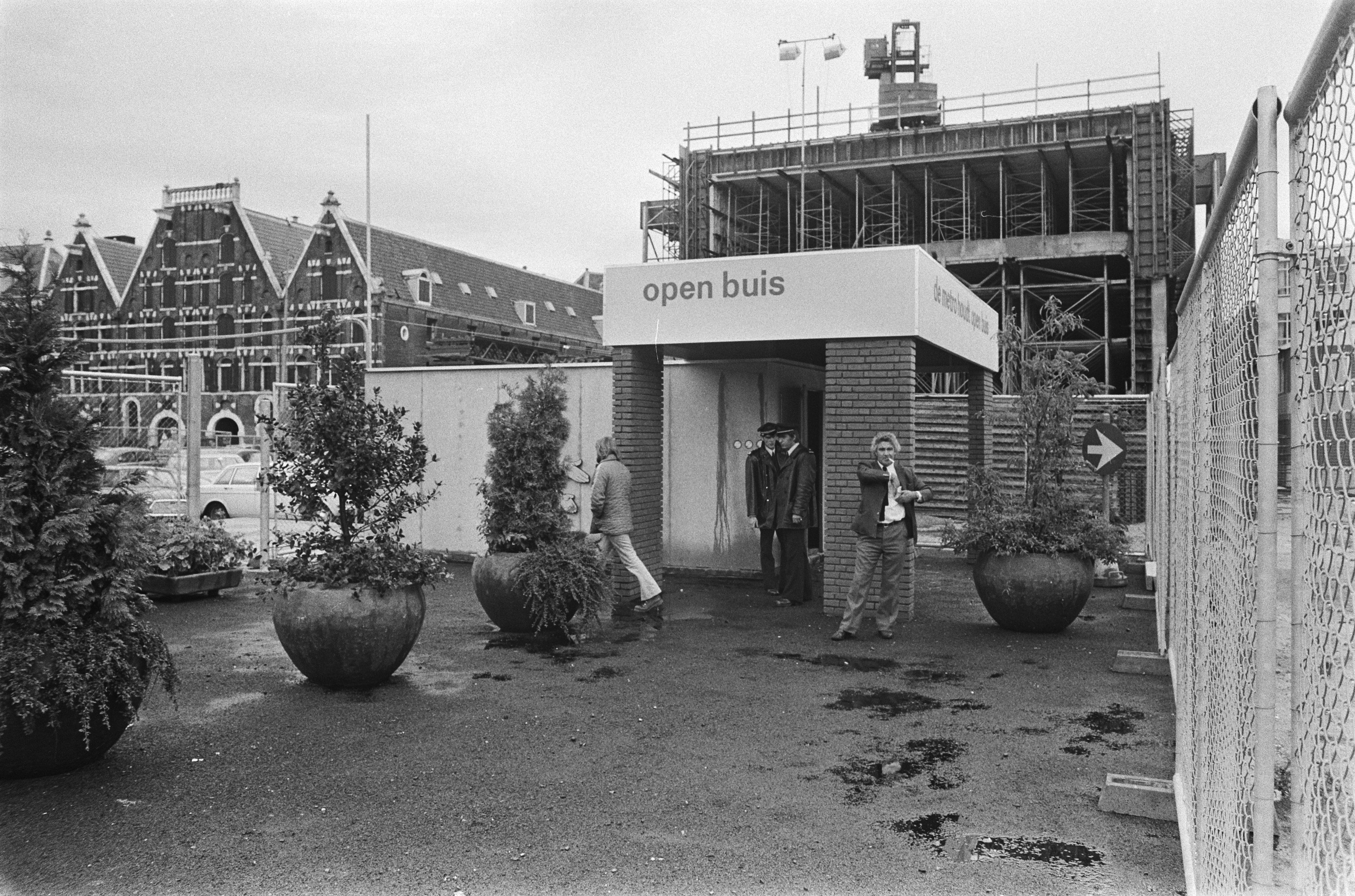
Toegang tot de tentoonstelling

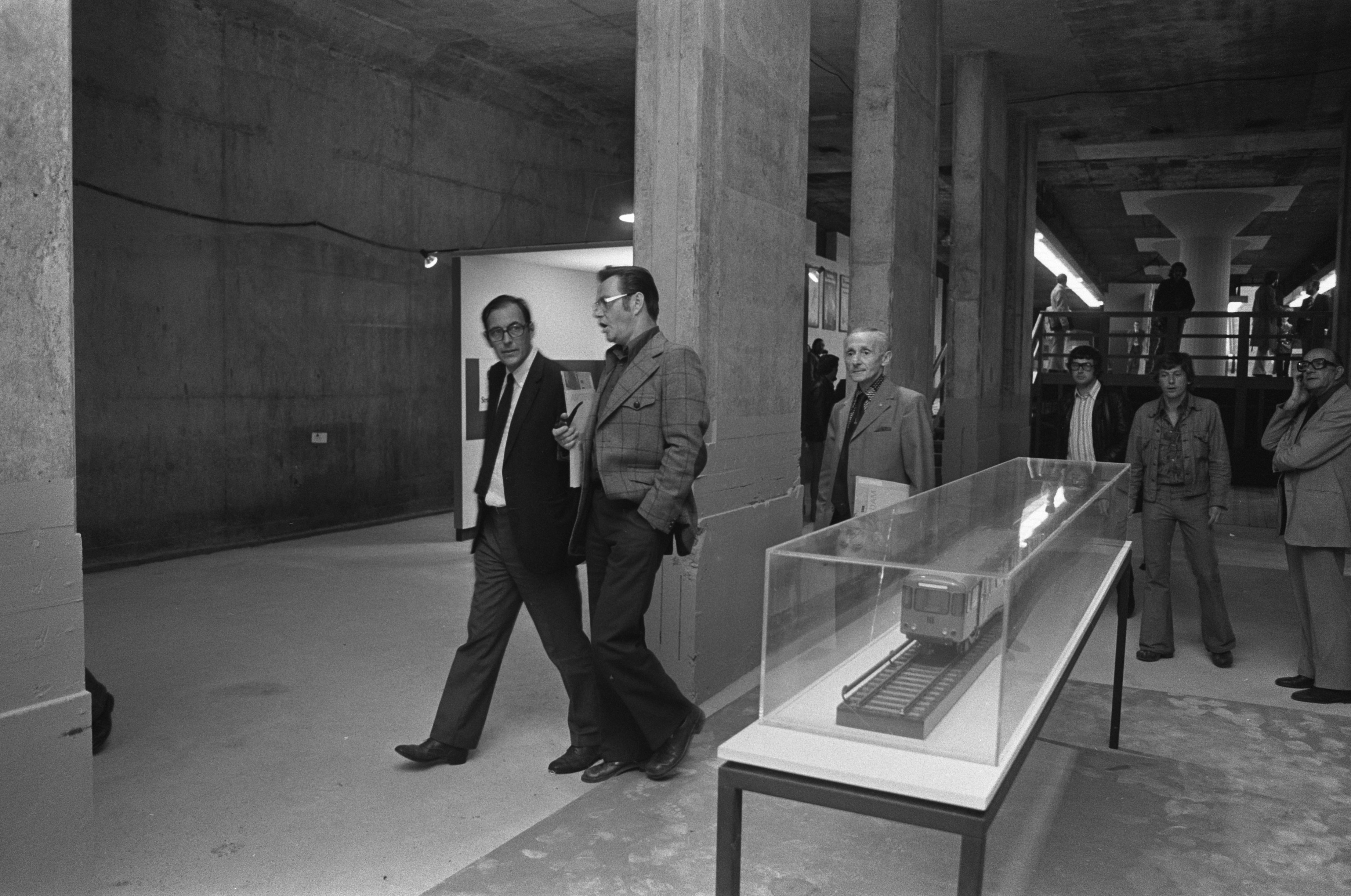
Wethouder Lammers aanwezig op tentoonstelling

Open buis was een expositie van wisselende samenstelling die werd gehouden in 1975 ter gelegenheid van het 700-jarig bestaan van Amsterdam. De expositie  werd gehouden in het toen in ruwbouw gereed zijnde metrostation Waterlooplein. In verband met de bouw van de Stopera was het station eerder gebouwd dan de rest van het traject Weesperplein - Centraal Station. Dit was achteraf gezien niet nodig door de trage start van de bouw van de Stopera, die pas plaatsvond in de jaren tachtig. 
Daarom besloot men het in ruwbouw gereed zijnde station te gebruiken voor het houden van een expositie met de naam Open buis, welke naam afgeleid was van Open huis omdat de buis ondergronds lag. Op het in ruwbouw gereed zijnde perron werden vitrines geplaatst waarin een wisselende tentoonstelling te zien was die na enige tijd werd vervangen door een andere. Op het perron werden onder meer schilderijen, andere kunst, kleinkunst maar ook bijvoorbeeld Chinees aardewerk getoond. Ook waren er fototentoonstellingen, onder meer één over Chili. De tentoonstelling was gratis toegankelijk via de ingang bij de toekomstige Stopera. De expositie werd geopend door wethouder Han Lammers.  